# Horodno (obwód wołyński)
Horodno (ukr. Городнє) – wieś na Ukrainie w rejonie kowelskim, w obwodzie wołyńskim. 
Pierwsze wzmianki o miejscowości pochodzą z 1487 roku. Pod rozbiorami siedziba gminy Horodno w powiecie włodzimierskim guberni wołyńskiej.
W II Rzeczypospolitej miejscowość wchodziła w skład gminy wiejskiej Hołowno w powiecie lubomelskim województwa wołyńskiego. Do II wojny światowej w pobliżu miejscowości znajdowała się wieś Kizie oraz niewielkie przysiółki: Cegielnia, Czapołosy, Kurhan, Teplica, Zastupie oraz osiedla wojskowe.
We wsi znajduje się zabytkowa cerkiew Świętego Łukasza z 1745 roku, jak również dwie nowe cerkwie zbudowane w ostatnich latach. W 1953 roku, we wsi urodził się biskup Ukraińskiego Kościoła Prawosławnego Patriarchatu Moskiewskiego Bartłomiej (Waszczuk).
Do 2020 w rejonie lubomelskim.